# Beautiful Monster
Beautiful Monster è un singolo del cantante statunitense Ne-Yo, pubblicato l'8 giugno 2010 come primo estratto dal quarto album in studio Libra Scale.

## Descrizione
La canzone è stata scritta da Ne-Yo e prodotta dagli Stargate, collaboratori storici del cantante. Beautiful Monster è un brano dance uptempo, che comprende influenze di differenti stili musicali anche europei. Ha ricevuto generalmente critiche positive, paragoni con lo stile di Michael Jackson, dal quale evidentemente trae spunto perché nelle canzoni dell'album Libra Scale di Ne-Yo è distinguibile una sorta di stile alla Michael Jackson. In Italia il brano è stato il 17° più venduto del 2010.

## Video musicale
Il video è stato presentato in anteprima assieme a quello del singolo Champagne Life, il 14 luglio 2010. Entrambi i video sono stati diretti dallo stesso Ne-Yo insieme al regista Wayne Isham, e figurano la partecipazione dell'attore Columbus Short. Il video assomiglia molto alle performance di Michael Jackson, così come molti altri video del cantante, tanto da far sorgere accuse di imitazione.

## Tracce
1. Beautiful Monster – 4:12

## Classifiche
| Classifica (2010) | Posizione massima |
| ----------------- | ----------------- |
| Austria           | 20                |
| Belgio (Fiandre)  | 16                |
| Belgio (Vallonia) | 13                |
| Bulgaria          | 5                 |
| Canada            | 40                |
| Corea del Sud     | 3                 |
| Europa            | 7                 |
| Finlandia         | 14                |
| Francia           | 50                |
| Germania          | 13                |
| Giappone          | 6                 |
| Italia            | 3                 |
| Israele           | 1                 |
| Regno Unito       | 1                 |
| Repubblica Ceca   | 40                |
| Slovacchia        | 11                |
| Stati Uniti       | 53                |
| Stati Uniti (R&B) | 61                |
| Stati Uniti (Pop) | 26                |
| Svezia            | 51                |
| Svizzera          | 15                |
| Ungheria          | 9                 |